# 21502 Cruz
21502 Cruz è un asteroide della fascia principale. Scoperto nel 1998, presenta un'orbita caratterizzata da un semiasse maggiore pari a 2,6032469 UA e da un'eccentricità di 0,1206956, inclinata di 3,68025° rispetto all'eclittica.